# Tethya expansa
Tethya expansa är en svampdjursart som beskrevs av Sarà 2004. Tethya expansa ingår i släktet Tethya och familjen Tethyidae.
Artens utbredningsområde är havet kring Nya Zeeland. Inga underarter finns listade i Catalogue of Life.